# ふわり (神崎ゆう子のアルバム)
『ふわり』は、神崎ゆう子の5枚目のオリジナルアルバム。2007年3月12日にGRIOT RECORDSから発売された。

## 収録曲
1. 紅葉
2. サッちゃん
3. 緑のそよ風
4. 雪
5. せいくらべ
6. あめふり
7. うみ Orchestra version
8. 汽車ポッポ
9. 赤い鳥小鳥
10. たき火 Pop version
11. もみじ紅葉 （Instrumental）
12. サッちゃん （Instrumental）
13. 緑のそよ風 （Instrumental）
14. 雪 （Instrumental）
15. せいくらべ （Instrumental）
16. あめふり （Instrumental）
17. うみ Orchestra version （Instrumental）
18. 汽車ポッポ （Instrumental）
19. 赤い鳥小鳥 （Instrumental）
20. たき火 Pop version （Instrumental）